# 영주 금광리 만연헌
영주 금광리 만연헌(榮州 金光里 漫然軒)은 대한민국 경상북도 영주시 평은면 금광리에 있는 건축물이다. 2010년 3월 11일 경상북도의 문화재자료 제568호로 지정되었다.

## 개요
만연헌은 금광리의 인동장씨 입향조 사계 장여화(1566~1621)의 아들 장용경(1604~1695)이 건립했다고 전해지는 정자이다. 현재도 정자에 걸려 있는 만연헌이라는 현판에는 만연헌입각후지라 하여 내력을 짐작하게 하는 내용이 새겨져 있다. 이에 의하면 만연헌이라는 글자는 조여익이 장용경에게 써 준 것으로, 1738년(영조 14)에 글자는 장한공이 지본(紙本)이 더러워지자 판각하여 걸게 되었다. 이에 따라서 늦어도 18세기 전반에는 만연헌이라는 건물이 있었음을 추정할 수 있고 그 후 만연헌은 건물 자체가 없어졌으며, 현재의 건물은 1957년에 9대손 형문(1888~1966)이 새로 지은 것이다. 신축한 후 정산(貞山) 김동진과 채산(蔡山) 권상규가 ｢만연헌기｣를 지었다.
중건되어 건립 연대는 다소 늦어나 마을의 상징성과 수몰민들의 정서 등을 반영할 수 있도록 문화재자료로 지정한다.

## 참고 자료
- 영주 금광리 만연헌 - 국가유산청 국가유산포털